# Lellingen
Lellingen (Luxemburgs: Lellgen) is een plaats in de gemeente Kiischpelt en het kanton Wiltz in Luxemburg.

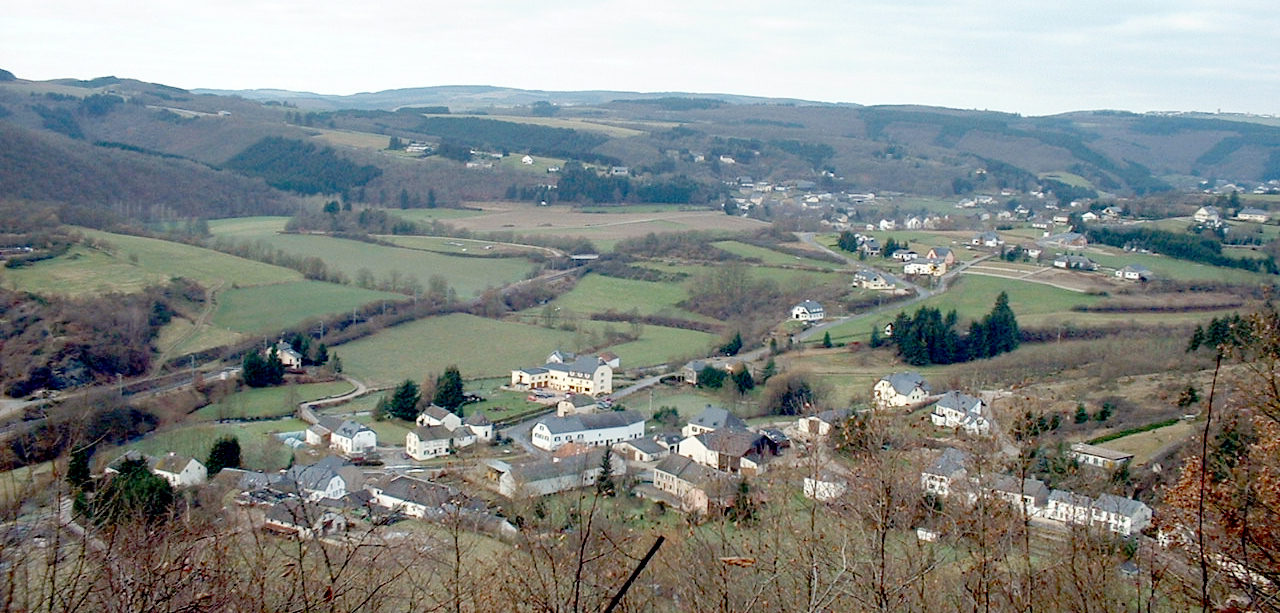
Lellingen

Lellingen telt 88 inwoners (2001).